# Lago Zens
El lago Zens (en alemán: Zenssee) es un lago situado al norte de la ciudad de Berlín, en el distrito rural de Uckermark —muy cerca de la frontera con el estado de Mecklemburgo-Pomerania Occidental—, en el estado de Brandeburgo (Alemania); tiene un área de 112 hectáreas y una profundidad máxima de 29 metros.